# کونیکا هکسار
کونیکا هکسار (به انگلیسی: Konica Hexar) یک دوربین عکاسی فیلم ۱۳۵ ثابت لنز دوربین عکاسی، ثابت فاصله کانونی عدسی، فوکوس خودکار ساخت شرکت کونیکا است.